# أنور مارينا
أنور مارينا (بالألبانية: Enver Marina) هو لاعب كرة قدم ألباني في مركز حراسة المرمى، ولد في 27 يناير 1977 في جمهورية يوغوسلافيا الاشتراكية الاتحادية. لعب مع بوروسيا نوينكيرشن ونادي ساربروكن.

## وصلات خارجية
- أنور مارينا على موقع قاعدة بيانات كرة القدم.إي يو (الإنجليزية)
- أنور مارينا على موقع بيانات كرة القدم. دي إي (الألمانية)
- أنور مارينا على موقع عالم كرة القدم.نت (الإنجليزية)